# Puigcercós Vell
Puigcercós Vell és l'antic emplaçament de l'actual poble de Puigcercós; està situat dalt del turó, mig enfonsat pel costat sud-occidental, que hi ha al damunt i a ponent del poble actual. Pertany actualment al terme municipal de Tremp, dins de l'antic terme de Palau de Noguera, i a l'enclavament de Puigcercós.

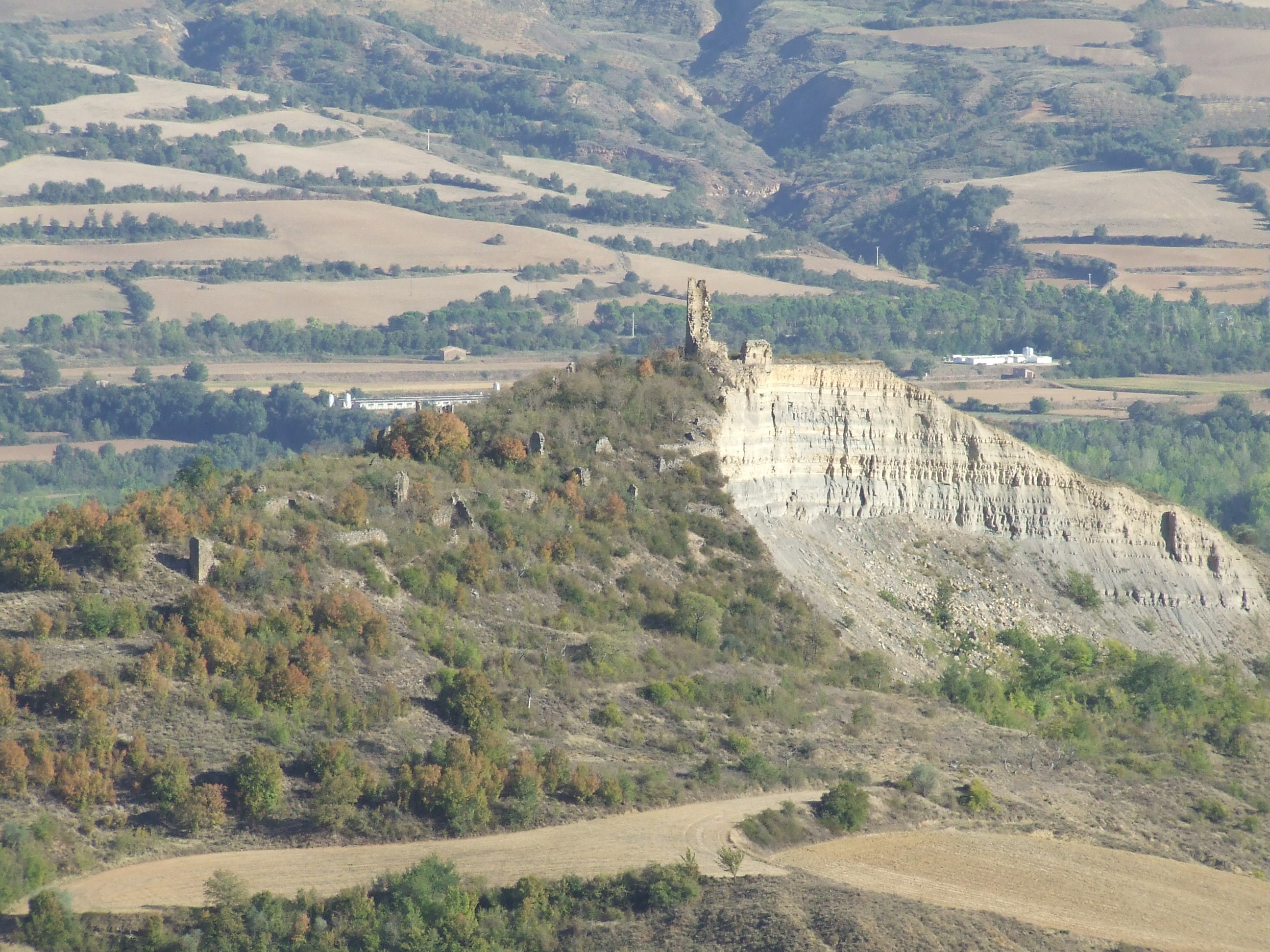
Puigcercós Vell, des del nord-oest

És uns 700 metres a ponent, en un lloc aturonat, al costat de les restes del castell de Puigcercós.
El Puigcercós actual es va construir a partir de l'any 1863, quan una primera esllavissada va posar en perill l'antic poble. Una segona esllavissada molt més gran, el 13 de gener de 1881, va fer caure muntanya avall la major part del poble vell que ja estava deshabitat del tot. Actualment es poden veure les restes de l'església parroquial romànica de Sant Martí de Puigcercós damunt d'un esvoranc d'uns 50 metres d'alçada i 200 de longitud que continua actiu, i es va menjant a poc a poc les darreres edificacions que hi queden.
Aquests fets van commoure fortament l'opinió pública de l'època, i els habitants de Puigcercós reberen ajudes de diversos llocs, des del govern del moment fins al fruit de recaptes públics, per exemple, el de Barcelona, que contribuïren de manera important a la construcció del nou poble. El 1892 ja hi havia fetes 36 cases noves, i el bisbe d'Urgell hi contribuí amb l'erecció de la nova església de Sant Martí.

## Història
El 1378, a Puigcercós hi constaven 12 focs (uns 60 habitants), que van pujar a 15 el 1553. En el cens del 1718, ja eren 111 habitants i 97 el 1842, en el moment de fusionar-se amb Palau de Noguera. A partir d'aquell any, en haver-se creat el municipi de Palau de Noguera, els censos ajunten els habitants de tots dos pobles.
Puigcercós, sempre l'actual Puigcercós Vell, és esmentat en el Diccionario geográfico... de Pascual Madoz, publicat el 1845. S'hi diu que el poble de Puigcercós, agregat de l'ajuntament de Palau de Noguera, és en un turó al sud-oest de Tremp, en un replà desigual dels vessants de la muntanya de Mur. El clima és sa. Formen el poble 30 cases i una altra a mitja hora cap a llevant, a prop de la Noguera Pallaresa. En parlar del territori de Puigcercós, diu que el terme és pla i muntanyós, fluix i de qualitat mitjana. S'hi produeix vi, blat, ordi, seda i hortalisses. 7 veïns (caps de família) i 57 ànimes (habitants) integren el cens de Puigcercós. No parla enlloc de les esllavissades que al cap de menys de 50 anys obligaren al trasllat del poble.
El 1863 acabava la història de Puigcercós Vell, an abandonar-se del tot el poble i traslladar-se a l'actual emplaçament.